# Laubholzhörnling
Der Laubholzhörnling oder Pfriemförmige Hörnling (Calocera cornea) ist ein Pilz aus der Familie der Gallerttränenverwandten (Dacrymycetaceae). Er ist neben anderen ähnlich geformten Pilzen auch unter dem uneindeutigen Namen „Ziegenbart“ bekannt. Er ist ein naher Verwandter des Klebrigen Hörnlings und wächst verbreitet auf totem Laubholz. Er ist deutlich kleiner als sein auf Nadelholz verbreiteter Verwandter. Beide Arten ernähren sich saprobiontisch von Totholz.
Der korallenähnliche Fruchtkörper besteht im Unterschied zu den Korallen aus zähem, gelatinösem Fleisch.
Die nur zweisporigen Basidien sind langgestreckt und gegabelt.
Der Laubholzhörnling fruktifiziert ab Juni/Juli bis zum Wintereinbruch im November auf feuchtem totem Laubholz.

## Speisewert
Der Laubholzhörnling ist nicht giftig. Aufgrund seiner geringen Größe und seiner Zähigkeit ist er als Speisepilz jedoch nicht geeignet.